# Сатанинский храм
«Сатани́нский храм» (англ. The Satanic Temple, TST) — американская группа гражданских активистов, имеющая статус религиозной организации и использующая сатанинскую символику для пропаганды эгалитаризма, социальной справедливости и секуляризма. Группа занимается общественной деятельностью, политическим лоббированием и высмеиванием отношений между государством и христианскими организациями.
Представители «Сатанинского храма» заявляют, что Сатана является для них не сверхъестественным существом, а литературным образом, символом «вечного мятежника» против произвола власти и социальных норм.

## Создание
«Сатанинский храм» был создан в 2013 году выпускниками Гарвардского университета, взявшими себе псевдонимы Малкольм Джарри и Люсьен Гривз, для дискредитации программ поддержки христианских организаций со стороны государства, о чём они планировали снять документальный фильм. В качестве консультанта был приглашён деятель андеграунда, журналист и кинорежиссёр Шейн Багби, который ранее состоял в Церкви Сатаны.

## Учение
Идеология «Сатанинского храма» зафиксирована в документе «Семь основополагающих принципов» и основана на положениях светского гуманизма: сострадание к людям, борьба за справедливость, неприкосновенность человеческого тела, уважение чужих свобод, научный метод понимания мира.
Важной для членов организации является книга Анатоля Франса «Восстание ангелов» (1914).

## Миссия
Миссия организации сформулирована следующим образом:
Сатанинский храм существует с целью поддержки доброй воли и эмпатии между всеми людьми, отрицания тиранической власти, поддержки здравого смысла, сопротивления несправедливости и осуществления благородных начинаний. Сатанинский храм публично выступал против групп ненависти, боролся за отказ от телесных наказаний в государственных школах, обращался за предоставлением равного представительства в случаях размещения религиозных конструкций на государственной собственности, предоставлял льготы по религиозным соображениям и правовую защиту перед лицом законов, которые в отсутствие научных оснований, ограничивают репродуктивную систему женщин, разоблачал псевдоучёных, практикующих методы, причиняющие вред психическому здоровью, организовал свои клубы, как это делают и другие, проводя религиозные внеклассные занятия в школах, осаждаемых проповедниками, а также осуществлял иные меры поддержки и защиты в соответствии с нашими принципами.

## Принципы
«Сатанинский храм» руководствуется семью основовополагающими принципами:
1. Каждый должен стремиться подходить ко всем существам с состраданием и сочувствием, руководствуясь доводами разума.
2. Борьба за справедливость — это постоянное и необходимое стремление, которое должно преобладать над законами и институтами.
3. Тело человека неприкосновенно и подвластно только его собственной воле.
4. Следует уважать свободы других, включая свободу оскорбить чувства. Умышленное и несправедливое посягательство на свободы другого означает отказ от своих собственных.
5. Убеждения должны соответствовать наиболее полному научному объяснению мира. Никто не должен искажать научные факты с целью их приспособления к своей вере.
6. Человеку свойственно ошибаться. Кто-либо, совершив ошибку, должен предпринять всё от себя зависящее, чтобы исправить её и устранить любой причинённый вред.
7. Каждая заповедь — это руководящий принцип, призванный вдохновлять благородство в делах и мыслях. Дух сострадания, мудрости и справедливости всегда должен преобладать над письменным или устным словом.

## Деятельность

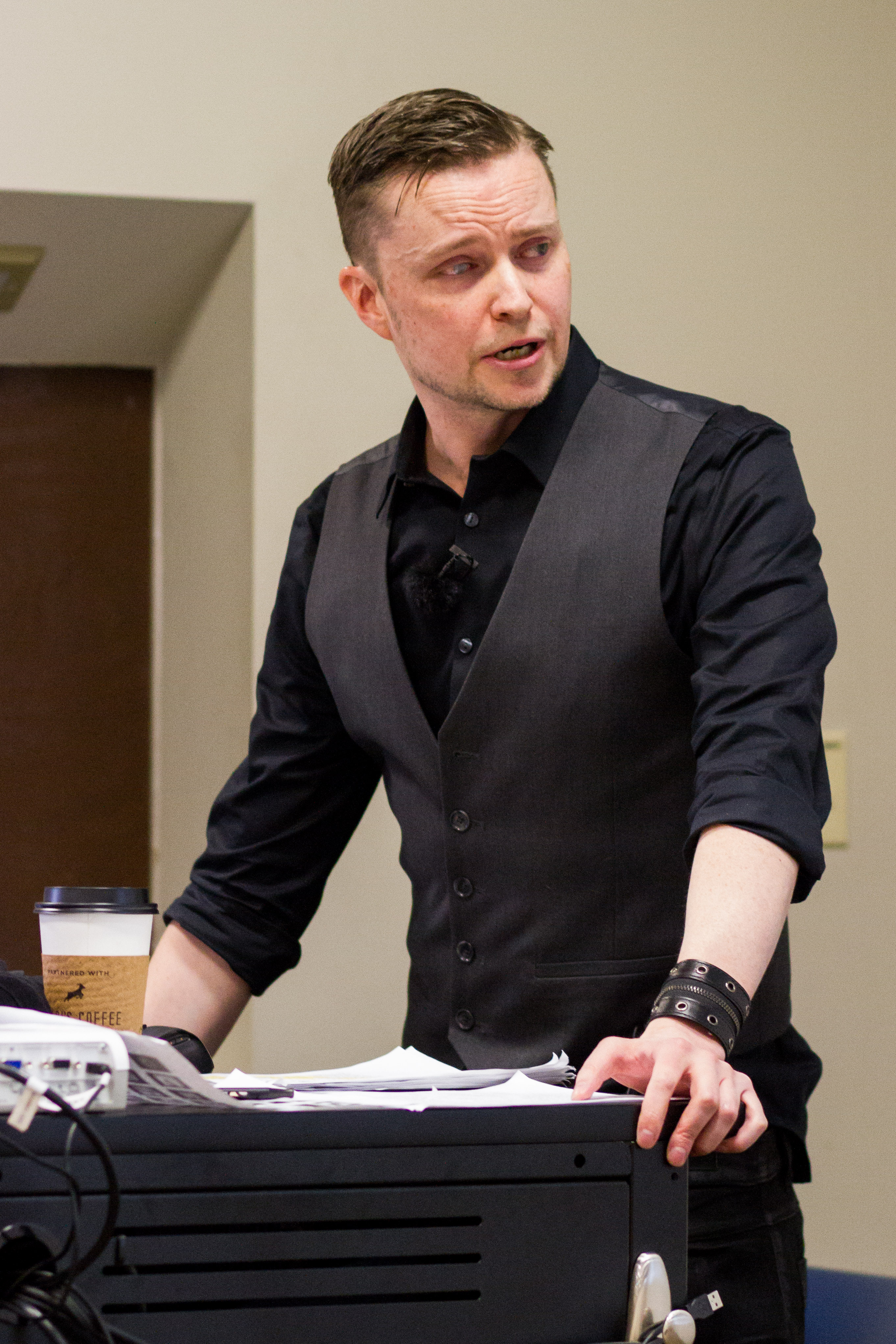
Люсьен Гривз

### Демонстрация на Капитолии Флориды
Первая публичная акция «Сатанинского храма», привлекшая внимание средств массовой информации, состоялась 25 января 2013 года, когда группа представителей организации в чёрных мантиях явилась в Капитолий штата Флорида, чтобы выразить своё одобрение губернатору Рику Скотту, выступившему с законопроектом о разрешении студентам читать молитвы на школьных собраниях. Поскольку в законопроекте не указывалась конкретная религия, сатанисты заявили, что молитва может быть обращена «как к Иисусу, так и к Сатане». Роль адептов «Сатанинского храма» на этом мероприятии исполнили приглашённые актёры.

### Розовая месса
В июле 2013 года представители «Сатанинского храма» во главе с Люсьеном Гривзом провели ритуал, названный ими «розовой мессой», в Лодердейле, Миссисипи, на могиле Кэтрин Джонстон (англ. Catherine Johnston), матери основателя Баптистской церкви Уэстборо пастора Фреда Фелпса, известного своими радикальными высказываниями и акциями, направленными против гомосексуалов. В ходе церемонии две однополые пары, мужская и женская, «выражая свою любовь», по очереди целовались на могиле, а Гривз, поместив свои гениталии на надгробную плиту, прочитал заклинание, которое должно было посмертно изменить сексуальную ориентацию Джонстон и сделать её лесбиянкой в загробном мире.
Люсьен Гривз неоднократно позиционировал себя в качестве защитника прав ЛГБТ. Члены «Сатанинского храма» рассматривают однополый брак как религиозное таинство и утверждают, что запрет на него нарушает их религиозную свободу. В одном из интервью Гривз отметил постоянное участие организации в американских прайд-парадах и заявил, что, «по самым скромным подсчётам, более 50 процентов наших членов составляют ЛГБТ».

### Статуя Бафомета

Статуя Бафомета в Детройте

В 2014 году «Сатанинский храм» начал сбор денег через краудфандинговый сайт Indiegogo на статую, изображающую Сатану в образе Бафомета и двоих детей в позе обожания по бокам от него. Первоначально статую планировалось установить на Капитолии штата Оклахома рядом со стоящим там памятником Десяти заповедям «в качестве посвящения американской свободе вероисповедания и толерантности», но разрешение на это не было получено. Открытие бронзового Бафомета высотой 2,7 метра и весом в одну тонну состоялось 25 июля 2015 года в промышленном здании в Детройте. В церемонии приняло участие около 700 человек, каждый из которых должен был в обмен на пригласительный билет «продать душу Сатане».

### Против ограничения абортов
«Сатанинский храм» неоднократно выражал поддержку проабортным инициативам «Американской федерации планирования семьи», поскольку один из основополагающих принципов организации гласит, что «тело человека неприкосновенно и принадлежит только ему». В штате Миссури представители «Сатанинского храма» в течение нескольких лет участвовали в судебных процессах, выступая против действующих ограничений на совершение абортов как нарушающих их религиозную свободу. В частности, сатанисты потребовали отмены обязательного ознакомления беременных пациенток с антиабортной литературой и 72-часового периода ожидания перед абортом. «Сатанинский храм» добивается отмены введённых в Миссури и Техасе новых правил обращения с останками человеческих эмбрионов, предусматривающих их захоронение или кремацию.
Джекс Блэкмор (англ. Jex Blackmore), глава отделения «Сатанинского храма» в Детройте, сделавшая аборт на День благодарения, ведёт в Интернете свой блог, задуманный ей как источник информации для женщин, намеревающихся избавиться от беременности.
В ответ на протест активистов движения в защиту жизни, обвинивших «Планирование семьи» в торговле фетальными останками абортированных плодов, «Сатанинский храм» 23 апреля 2016 года провёл в Детройте акцию, в ходе которой её участники в масках младенцев, подгузниках и с элементами фетиш-одежды устроили самобичевание перед камерами журналистов. Перформанс имел целью «обличить фетишизацию эмбрионов и их останков».
В январе 2018 года активисты организации от имени некой безымянной женщины (обозначена в документах как Мэри Доу) подали в Верховный суд Миссури иск к губернатору Миссури Эрику Грейтенсу с требованием внести изменения в т. н. «закон об осознанном согласии на аборт», согласно которому, перед тем как совершить аборт, каждая женщина получает брошюру, в котором сказано о том, что жизнь человека начинается с момента зачатия. Причиной иска послужил случай с указанной женщиной, которая в 2015 году, решив прервать беременность в клинике Сент-Луиса, вынуждена ждать отведённые законом 72 часа, а также пройти обследование УЗИ и поставить подпись о том, что она ознакомлена с содержанием упомянутой брошюры. Во время судебного процесса истицы заявил, что таким образом были нарушены религиозные убеждения женщины, считающей, что вынашиваемый ею плод не является независимым существом, а всего лишь сгусток ткани, в то время как закон штата давал ей понять, что аборт однозначно является убийством. В свою очередь Джон Зауэр, адвокат, представляющий интересы властей штата, опроверг утверждения истцов, указав на то, что брошюра имеет не религиозное, а философское истолкование норм биоэтики, а следовательно, закон никоим образом не способствовал изменению женщиной своих религиозных убеждений, и что её никто не заставлял согласиться с мнением об абортах и зарождении жизни.

### В школах
В 2016 году «Сатанинский храм», опираясь на постановление Верховного суда США, где говорится, что «государственная школа, позволяющая использовать свои помещения для светских групп, не имеет права на дискриминацию против религиозных групп», предложил ученикам начальных классов и их родителям свою новую группу продлённого дня «Клуб Сатаны после уроков» во всех школах, где был открыт евангелический «Клуб благих вестей». По словам сатанистов, их образовательная программа сосредоточена «на критическом мышлении, весёлом времяпрепровождении и свободомыслии». «Клуб Сатаны после уроков» действует в школах Атланты, Лос-Анджелеса, Солт-Лейк-Сити, Пенсаколы, Вашингтона, Тусона, Спрингфилда, Сиэтла и Портленда; в некоторых городах клуб был закрыт из-за недостатка средств и волонтёров.
Также «Сатанинский храм» выступал с заявлениями против телесных наказаний и физических ограничений для школьников.
В 2022 году организация добилась права на создание образовательной секции в городе Молин в Иллинойсе, а мае 2023 года — в школ Пенсильвании.

### На выборах
В июле 2016 года демократ афроамериканец Стив Хилл (англ. Steve Hill), основатель отделения «Сатанинского храма» в Лос-Анджелесе, заявивший о себе как об атеисте, борющемся за истинную религиозную свободу, баллотировался в Сенат штата Калифорния и получил 12 % голосов.

## Отделения

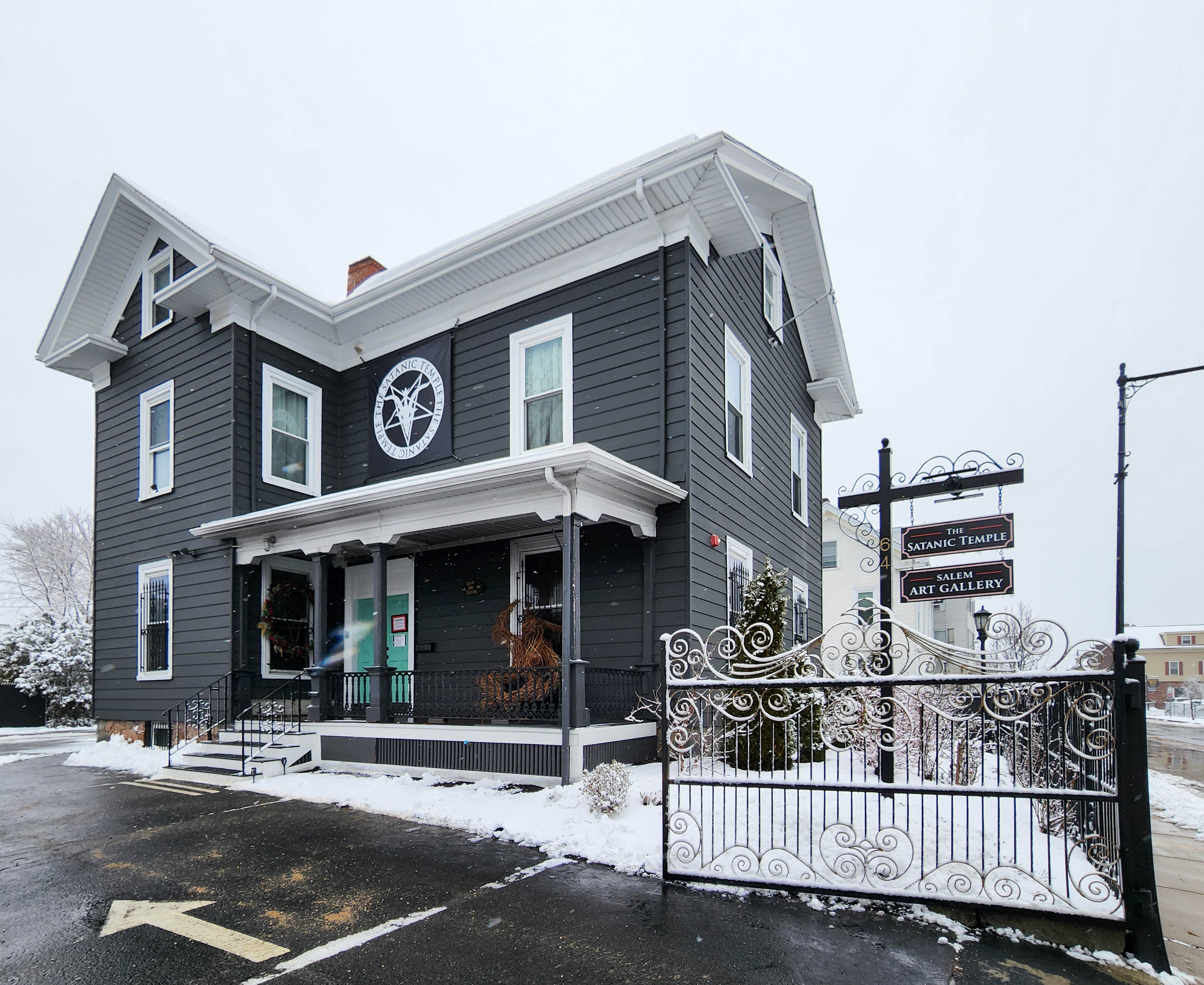
Штаб-квартира «Сатанинского храма» в Сейлеме

Штаб-квартира «Сатанинского храма» располагается в Сейлеме, штат Массачусетс.
Организация имеет 18 отделений на территории Соединённых Штатов и 4 — в странах Европы. Самые большие и активные группы находятся в Детройте и Лос-Анджелесе.
Членом «Сатанинского храма» является культовый кинорежиссёр Джон Уотерс.

## Критика Лавеевского сатанизма
Люсьен Гривз отзывался об учении Лавея как об устаревшей версии сатанизма, критикуя её за авторитаризм и иерархичность, отсутствие политического лоббирования, наличие элементов социал-дарвинизма и ницшеанства, несовместимых с теорией игр, взаимным альтруизмом и когнитивной наукой. Кроме того, «Сатанинский храм» дистанцируется от присущих Лавеевскому сатанизму веры в сверхъестественное и использования магии.

## Преследование в России
4 декабря 2024 года Генпрокуратура РФ объявила деятельность организации нежелательной.
20 декабря 2024 году Минюст внёс «The Satanic Temple» в реестр нежелательных организаций на территории России.